# محمد بن حرب الخولاني
محمد بن حرب الخولاني قاضي مسلم وأحد رواة الحديث النبوي. اسمه أبو عبد الله محمد بن حرب الخولاني، والمعروف بالأبرش، ولي قضاء دمشق.

## رواية الحديث
حدث عن: محمد بن زياد الألهاني، وبحير بن سعد، وعمر بن رؤبة، ومحمد بن الوليد الزبيدي، وصفوان بن عمرو، والأوزاعي، وعدة. حدث عنه: أبو مسهر، ومحمد بن وهب بن عطية، وإسحاق بن راهويه، وكثير بن عبيد، وأبو التقي اليزني، ومحمد بن مصفى، وأبو عتبة الحجازي، وخلق كثير. بلغ عدد المرويات: 362 رواية.

## الجرح والتعديل
- قال أبو حاتم الرازي: «صالح الحديث».
- قال أحمد بن حنبل: «ليس به بأس، وقدمه على بقية».
- قال أحمد بن عبد الله العجلي: «ثقة».
- قال ابن حبان: «ذكره في كتاب الثقات».
- قال ابن حجر في التقريب: «ثقة».
- قال النسائي: «ثقة».
- قال خشنام بن الصديق: «كان من خيار الناس».
- قال عثمان بن سعيد الدارمي: «ثقة».
- قال محمد بن عوف الطائي: «ثقة».
- قال يحيى بن معين: «قال عثمان بن سعيد الدارمي قلت ليحيى: فبقية بن الوليد كيف حديثه، قال: ثقة قلت: هو أحب إليك أو محمد بن حرب، قال: ثقة وثقة».[3]

## وفاته
توفي الخولاني سنة 192 هـ.